# Rorschach
|  | Per a altres significats, vegeu «Rorschach (còmic)». |

Rorschach és un municipi suís que pertany al cantó de Sankt Gallen, districte d'Arbon-Rorschach. Està situat a la vora del llac Constança. El 2022 tenia 9701 habitants.
Es troba a la via romana d'Arbon cap a Bregenz. El primer esment escrit Rorscachun data de l'any 850.
El 2005, 25% dels llocs de treball eren en la indústria i 74% al sector dels serveis.

## Fills il·lustres
- Elsa Cavelti (1914-2001) mezzo-soprano contralt.

## Bibliografia

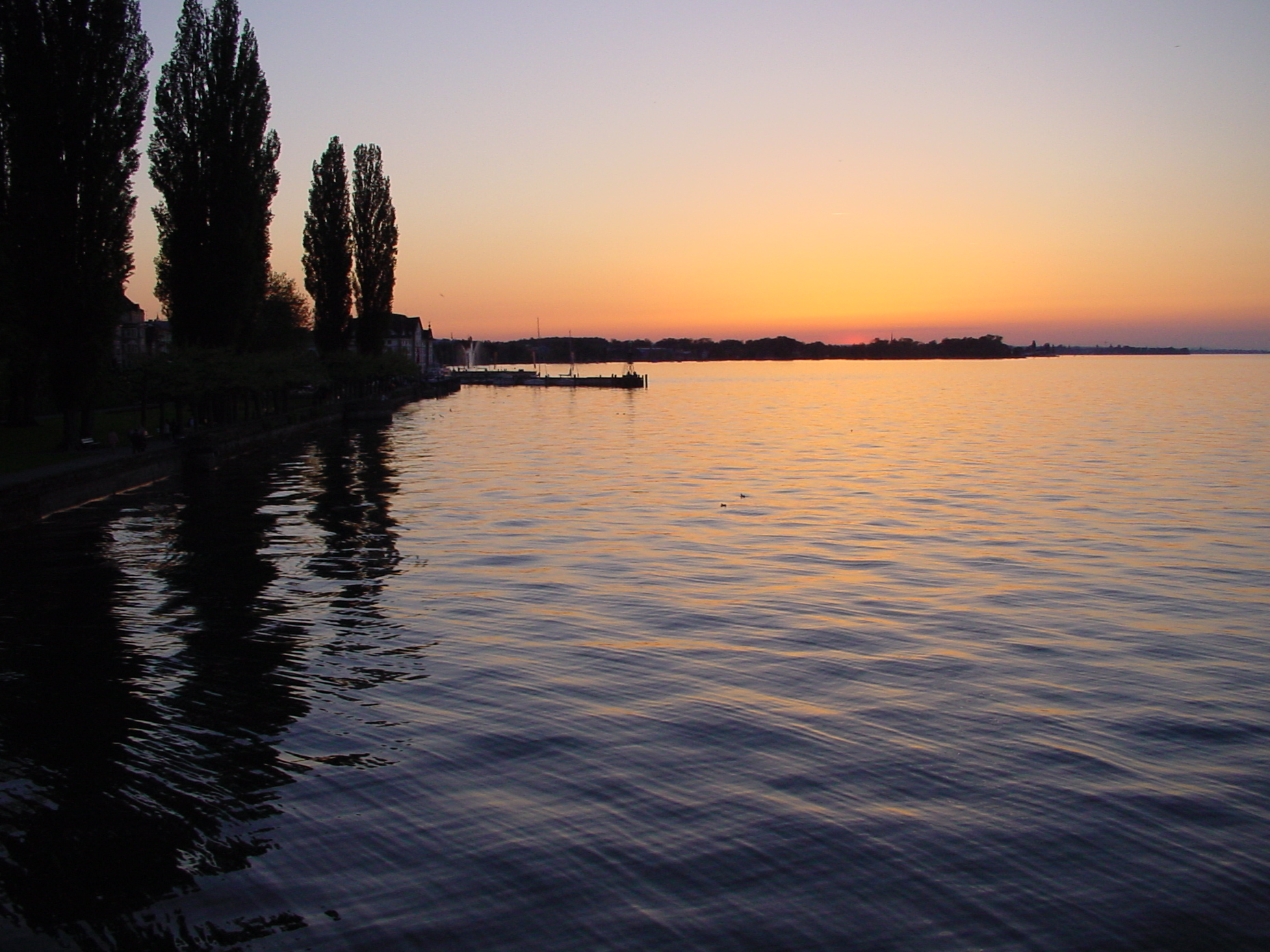
El llac Constança a Rorschach